# Cape St. Mary’s

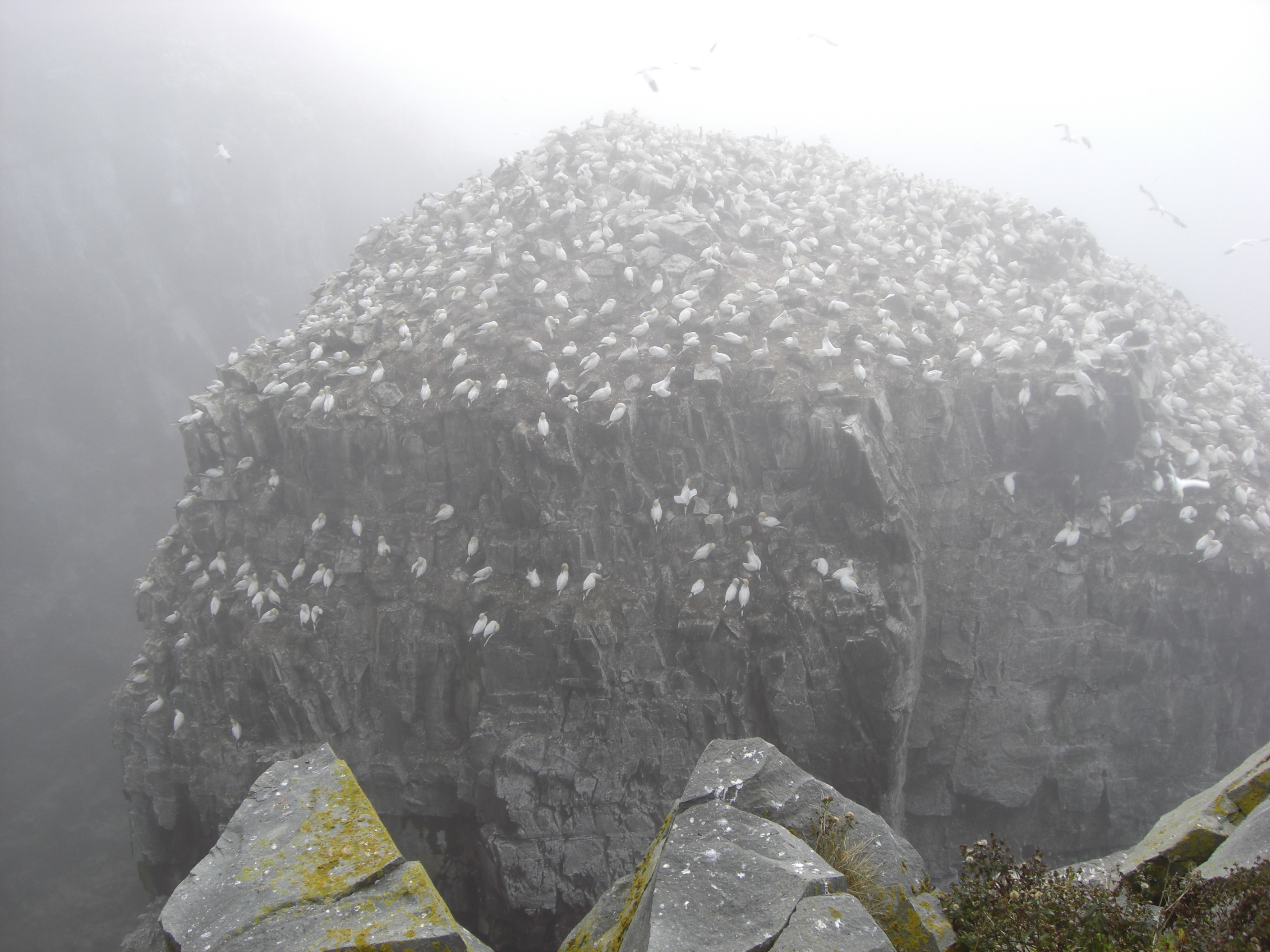
Der Felsen von Cape St. Mary’s mit einer Kolonie von Basstölpeln

Koordinaten: 46° 49′ 22″ N, 54° 11′ 44″ W
Cape St. Mary’s ist ein Vogelreservat (Ecological Reserve, Bird Sanctuary) auf der Avalon-Halbinsel der Insel Neufundland in der kanadischen Provinz Neufundland und Labrador.
Cape St. Mary’s besteht aus einem felsigen Küstenabschnitt auf der Südostseite Neufundlands. Zentrum der Brutstätten ist ein 61 Meter hoher Felsen, der zwar vom Land abgetrennt ist, jedoch nur wenige Meter Luftlinie entfernt von der Küste liegt. Das Reservat gilt als größtes Vogelreservat auf der Insel.

## Vögel im Reservat
Auf Cape St. Mary’s leben etwa 24.000 Basstölpel, 20.000 Trottellummen, 2.000 Dickschnabellummen, 20.000 Dreizehenmöwen sowie 300 Tordalks (Stand 2003). Seit 2010 kommen Kojoten in die Brutvogelkolonie, die erst 1985 Neufundland über Meereis aus Nova Scotia erreichten, und töten viele Vögel.

## Tourismus
Cape St. Mary’s ist eine Sehenswürdigkeit auch für Touristen. Vom Parkplatz des Touristeninformationszentrums gelangt man innerhalb 15–30 Minuten über einen unbefestigten Wanderweg der Steilküste entlang zum eigentlichen Vogelbeobachtungspunkt. Sehr häufig ist die Gegend um das Kap in dichtem Nebel anzutreffen.

## Bekanntheit
Cape St. Mary’s ist eines der bekanntesten Kaps auf der Insel. Unter anderem wird es in einem dortigen Volkslied von Otto P. Kelland, Let Me Fish Off Cape St. Mary's, erwähnt.